# Superpuchar Polski 1998
La 12ª edizione della Supercoppa di Polonia  si è svolta il 18 luglio 1998.
Allo Stadion Dyskobolii di Grodzisk Wielkopolski si scontrano il LKS Łódź, vincitore del campionato e l'Amica Wronki, vincitore della coppa nazionale.
A vincere il trofeo è stato, per la prima volta nella sua storia, l'Amica Wronki.

## Tabellino
| Arbitro: | Mirosław Milewski |

|  |           |              |
|  | Marcatori | 18’ Biliński |